# جرارد مقدس
جرارد مقدس (آمرزیده شده) (۱۰۴۰–۳ سپتامبر ۱۱۲۰) در سال ۱۰۸۰ رهبر بیمارستان اورشلیم و از فرماندهان جنگ صلیبی اول در ۱۰۹۹ بود. اصلی‌ترین دلیل شهرت او تأسیس فرقه نظامی شوالیه‌های سنت جان اورشلیم (شوالیه‌های هوسپیتالر) می‌باشد.
اطلاعات کمی از اوایل زندگی، اصل و نسب و محل تولد او در دسترس است (برخی منابع او را اهل امالفی در ایتالیا می‌دانند). در سال ۱۰۸۰ راهب اعظم اورشلیم او را متصدی بیمارستان سنت جان اورشلیم کرد. این بیمارستان در سال ۱۰۶۰ در محوطه کلیسای سنت جان تعمید دهنده بنا شده بود.
بعد از فتح اورشلیم به دست مسیحیان و تأسیس پادشاهی اورشلیم جرارد از حمایت‌های گدفروای بوین (پادشاه اورشلیم) و فرمانروایان بعد از او بهرمند شد.
در سال ۱۱۱۳ به فرمان پاپ پاسکال دوم جرارد مأمور تشکیل گروه نظامی شوالیه‌های هوسپیتالر شد.
او در سن هفتاد سالگی (بین سال‌های ۱۱۱۸ تا ۱۱۲۱) درگذشت.
بعد از مرگ او جسدش را در صومعه ای در اورشلیم نگه می‌داشتند بعد از سقوط اورشلیم شوالیه‌های هوسپیتالر جسد او را با خود به عکا بردند و با وخامت اوضاع مسیحیان در سرزمین مقدس آن را به غرب منتقل کردند. بنا به روایات در سال ۱۲۸۳ جسد جرارد را در تابوتی از جنس نقره و جواهرنشان در مقر هوسپیتالرها در منوسک نگه می‌داشتند. در سال ۱۷۹۳ با وقوع انقلاب فرانسه و تخریب مقبره او، شوالیه‌های هوسپیتالر جمجمه جرارد را به صومعه سنت اورسولا در والتا منتقل کردند.